# Aqua (banda)
Aqua é um grupo musical dinamarco-norueguês de música pop, mais conhecido por seu single de 1997, "Barbie Girl". O grupo foi formado em 1995 com o nome Joyspeed e alcançou sucesso internacional em todo o mundo no final dos anos 1990 e início dos anos 2000. A banda lançou três álbuns: Aquarium em 1997, Aquarius em 2000 e Megalomania em 2011. O grupo vendeu cerca de 33 milhões de álbuns e singles, tornando-os a banda dinamarquesa mais lucrativa de todos os tempos.
O grupo conseguiu liderar o UK Singles Chart com três de seus singles. O grupo também causou polêmica com os duplos sentidos em seu single "Barbie Girl", fazendo a Mattel entrar com um processo contra o grupo. O processo foi finalmente indeferido por um juiz em 2002, que decidiu "As partes são aconselhadas a relaxar".
Os membros da banda são os vocalistas René Dif e Lene Nystrøm, o tecladista Søren Rasted e o guitarrista Claus Norreen. Durante a separação, Nystrøm, Dif e Rasted alcançaram sucesso solo nas paradas, enquanto Norreen remixou materiais de outros artistas. Em um evento para a imprensa em 26 de outubro de 2007, o grupo anunciou uma turnê de reunião, bem como o lançamento de um álbum de compilação com novo material. Seu terceiro álbum, Megalomania, foi lançado em 3 de outubro de 2011.

## Carreira

### 1994–1995: Formação
Soren Rasted e Claus Norreen venceram um concurso e foram contratados para produzir a trilha sonora de um filme intitulado Frække Frida og de frygtløse spioner. Naquela época, René Dif trabalhava como DJ de boate; ele foi contratado para algumas das canções. Depois de se dar bem, o trio decidiu que trabalhariam juntos novamente em um projeto futuro. Alguns meses após o lançamento do filme, Dif avistou Lene Nystrøm cantando na balsa Noruega-Dinamarca, M/S Peter Wessel. Ele a abordou e a contratou como vocalista do Joyspeed. A formação do Joyspeed foi baseada em que Norreen e Rasted fariam a produção para o grupo, com Dif fazendo rap e Nystrøm fazendo os vocais principais. Uma pequena gravadora sueca os contratou em 1995, e seu primeiro single "Itzy Bitzy Spider" foi lançado na Suécia. O single falhou em se tornar popular e, após uma semana na extremidade inferior das paradas suecas, desapareceu completamente. Os quatro cancelaram o contrato com a gravadora.

### 1996–1998: Aquarium e descoberta internacional
Com um novo empresário e sem contrato com gravadora, o grupo recomeçou. Os quatro começaram a produzir e escrever canções em um estilo diferente, atraindo a atenção de uma grande gravadora, a Universal Music Denmark. Eles se renomearam Aqua, escolhendo o nome por terem visto em um pôster em seu camarim, e aceitaram a oferta de um contrato de gravação da Universal Music Dinamarca em 1996. O primeiro lançamento do grupo com o novo nome foi "Roses Are Red", uma canção dançante com um som bubblegum pop. Foi lançado na Dinamarca em setembro de 1996 e permaneceu nas paradas por mais de dois meses, vendendo cópias suficientes para ser certificado como platina. O sucesso do single foi ainda mais comprovado quando Aqua recebeu uma indicação de "Melhor Ato de Dança Dinamarquesa", embora o grupo não tenha vencido.
O single seguinte saiu em fevereiro de 1997 seguindo o mesmo estilo. Intitulado "My Oh My", o single quebrou todos os recordes de vendas dinamarqueses ao ser certificado como ouro em seis dias. O single foi direto para o número um na Dinamarca e fez do Aqua um nome familiar no país. Aqua lançou seu primeiro álbum "Aquarium" na Dinamarca em 26 de março de 1997. O álbum continha 11 faixas, incluindo seus dois primeiros singles e seu então terceiro single "Barbie Girl". O Universal Music Group já havia começado a comercializar o grupo em outros países, lançando "Roses Are Red" no Japão em fevereiro de 1997 e em vários países da Europa. O single provou ser popular em todos os lugares em que foi vendido, convencendo a Universal de que o grupo poderia ser um sucesso internacional.
Aqua lançou seu terceiro single "Barbie Girl" em maio de 1997. A música, à primeira vista, parece ser sobre a boneca Barbie. No entanto, em um segundo olhar, a música contém vários tons sexuais, como "Você pode escovar meu cabelo, me despir em todos os lugares", "Você pode tocar, pode brincar" e "Me beije aqui, me toque ali, safadezas." Apesar das reclamações sobre os duplos sentidos de "Barbie Girl", a Universal Music lançou o single em todo o mundo em 1997. O lançamento foi um grande sucesso, alcançando o primeiro lugar no Reino Unido por quatro semanas, na Austrália por três semanas e chegando ao topo dez da Billboard Hot 100, algo raramente alcançado na época por artistas pop europeus.
Embora o álbum tenha vendido bem, muitos ainda consideram o grupo como one-hit wonder. Apesar disso, e de muitas críticas da mídia, o Aqua fez sua descoberta internacional e agora era conhecido em todo o mundo. O sucessor de "Barbie Girl" na Austrália, Canadá e Reino Unido foi "Doctor Jones", embora outro single, "Lollipop (Candyman)", tenha sido lançado nos Estados Unidos pela MCA Records. "Doctor Jones" entrou em primeiro lugar em vários países, incluindo o Reino Unido, onde permaneceu no primeiro lugar por duas semanas, e a Austrália, onde passou sete semanas em primeiro lugar. "Lollipop (Candyman)" se tornou o segundo hit do grupo no Top 40 dos Estados Unidos, alcançando a posição 23ª na Billboard Hot 100. A canção alcançou a 3ª posição na Austrália. No Japão, ambas as canções foram lançadas como lado A duplo e alcançaram um sucesso razoável na parada de singles.
"Doctor Jones" foi seguido por "Turn Back Time". A música foi incluída na trilha sonora do filme Sliding Doors, e alcançou uma grande quantidade de airplay de rádio e vídeo. A música se tornou seu terceiro single a chegar ao primeiro lugar no Reino Unido. Em outros lugares, a música também teve um bom desempenho, alcançando a 10ª posição na Austrália.
O segundo single dinamarquês do Aqua, "My Oh My", foi relançado em agosto de 1998. O single também foi lançado em vários outros países europeus onde não havia sido lançado inicialmente. Após o lançamento de "Good Morning Sunshine", que alcançou um sucesso limitado, o Aqua se concentrou em seu segundo álbum e em uma turnê pela Austrália. O grupo também lançou um documentário em 1º de dezembro de 1998 contendo várias apresentações ao vivo de músicas do álbum Aquarium e entrevistas com os membros.
Lene Nystrøm foi premiada em 1998 com o "Preço Especial do Júri" no prêmio norueguês de música Spellemannprisen por suas contribuições para o Aqua no ano de 1997.

### 1999–2001: Aquarius, processo e separação
Segundo entrevistas promocionais com o grupo, mais de 30 músicas foram gravadas para o Aquarius, das quais apenas doze chegaram à versão final. O grupo lançou seu segundo álbum em fevereiro de 2000. Aquarius continha vários estilos musicais diferentes. "Cartoon Heroes" foi lançado como primeiro single e vendeu bem na Europa e na Austrália, alcançando o primeiro lugar na Dinamarca, o sétimo no Reino Unido e o décimo sexto na Austrália. O single seguinte, "Around the World", foi lançado em junho de 2000 e alcançou a posição 26ª no Reino Unido e 35ª na Austrália. Ela alcançou o primeiro lugar na Dinamarca. "Around the World" foi o último single do Aqua no Reino Unido.
Aqua lançou "Bumble Bees" como single na Escandinávia, Europa e Austrália, alcançando um sucesso razoável. "We Belong to the Sea" seguiu como quarto single em menos nações, falhando nas paradas na maioria dos países. Aqua passou os primeiros meses de 2001 em turnê internacional e trabalhando no material para seu terceiro álbum. O grupo também se apresentou no Eurovision Song Contest 2001, colaborando com o Safri Duo e fornecendo música durante as fases de votação da competição. Essa performance também causou polêmica, já que várias frases e gestos ofensivos foram adicionados durante a performance de "Barbie Girl" (que estava envolvida em um grande processo judicial). Durante alguns eventos discretos na Dinamarca, o grupo apresentou versões ao vivo de canções destinadas a serem incluídas no terceiro álbum, incluindo "Couch Potato" e "Shakin 'Stevens Is a Superstar", esta última uma homenagem ao artista dos anos 80, Shakin' Stevens.
Em dezembro de 2000, a Mattel entrou com uma ação contra a gravadora do grupo, o caso Mattel v. MCA Records, 296 F.3d 894 9th Cir. 2002, alegando que "Barbie Girl" havia prejudicado a reputação da marca Barbie. O juiz Alex Kozinski, escrevendo para o Tribunal de Apelações dos Estados Unidos para o Nono Circuito, sustentou a decisão do tribunal distrital de que o uso da marca registrada da Mattel em "Barbie Girl" se enquadrava na isenção de uso não comercial da Lei Federal de Diluição de Marcas. O juiz Kozinski concluiu sua opinião escrevendo: "Aconselha-se que as partes relaxem."

### 2008–2014: Reunião e Megalomania
Em 2008, o Aqua se reuniu e prometeu uma turnê de 25 shows que começaria no verão. Ofertas foram recebidas pela gravadora de locais como Dinamarca, Canadá, Estados Unidos e Reino Unido. O Aqua finalmente realizou 8 shows na Dinamarca como parte do festival "Grøn koncert". Eles lançaram um álbum de grandes sucessos em 15 de junho de 2009, que inclui 16 faixas antigas remasterizadas e três novas canções: "My Mamma Said", "Live Fast, Die Young" e "Back to the 80s". "Back to the 80s" estreou como número um na Dinamarca, onde permaneceu por seis semanas, tornando-se o quinto single número um da banda. Desde então, foi certificado como platina pela Federação Internacional da Indústria Fonográfica (IFPI) pelas vendas de 30.000 cópias na Dinamarca. Aqua também fez uma turnê na Escandinávia entre maio e agosto de 2009 e se apresentou em vários shows na Alemanha, Reino Unido e França. O álbum de maiores sucessos foi lançado na América do Norte e em muitos países europeus em 22 de setembro de 2009 e no Reino Unido em 29 de setembro de 2009.
Aqua iniciou a gravação de Megalomania no início de 2010, com lançamento agendado para a primavera de 2011. Aqua lançou o primeiro single do álbum, "How RU Doin?" em 14 de março de 2011, depois que uma prévia da música foi postada na página oficial da banda no Facebook em 10 de março de 2011. Co-escrita por Thomas Troelsen, a música alcançou a quarta posição na Dinamarca, tornando-se o décimo single entre os dez primeiros. Desde então, foi certificado ouro pela Federação Internacional da Indústria Fonográfica pelas vendas de 15.000 cópias na Dinamarca. Aqua foi originalmente programado para lançar seu terceiro álbum de estúdio em 14 de julho de 2011, no entanto, o lançamento foi adiado para 5 de setembro de 2011 com a gravadora citando um momento ruim. O álbum, intitulado Megalomania, foi então remarcado para ser lançado em 3 de outubro de 2011.
Em 7 de setembro de 2011, Aqua lançou uma prévia de seu novo single, "Playmate to Jesus", em sua página oficial do Facebook, que foi lançado em 12 de setembro de 2011. Em 8 de setembro de 2011, foi anunciado que "Like a Robot" também iria seria lançado como single em 12 de setembro, e rivalizaria contra "Playmate to Jesus" nas paradas. Após o sucesso moderado de Megalomania nas paradas da Dinamarca, uma versão expandida da banda apresentando todos os quatro membros originais (Lene Nystrøm Rasted, René Dif, Søren Rasted, Claus Norreen), além de novas adições Niels Lykke Munksgaard Rasmussen (guitarra) Frederik Thaae (baixo) e Morten Hellborn (bateria), fizeram uma turnê pela Austrália em março de 2012. Eles inicialmente anunciaram seis shows, mas rapidamente adicionaram três shows adicionais em Melbourne, Sydney e Perth (Fremantle) devido à demanda popular. Aqua apareceu no Sunrise, um programa de TV matinal australiano na Seven Network. Eles tocaram uma versão acústica de ritmo mais lento de "Barbie Girl" e foi revelado que Lene estava com pneumonia, mas os shows continuariam porque o grupo se orgulhava de nunca ter cancelado um show. Eles então apareceram no The Morning Show da Seven Network, apresentando "Doctor Jones". Após a turnê, a banda se separou novamente. Em 2014, a banda anunciou uma turnê pela Austrália e Nova Zelândia.

### 2016–presente: Segunda reunião
Em setembro de 2016, foi anunciado que Aqua realizaria "pelo menos 10 shows" como parte do festival de música Vi Elsker 90'erne ("Amamos os Anos 90"). Foi a primeira vez que Aqua se apresentou ao vivo na Dinamarca desde 2011. Em 20 de setembro de 2016, Aqua anunciou que Claus Norreen não retornaria ao grupo. Norreen disse em comunicado que seu "foco musical" mudou e que ele não deseja mais fazer turnê com o Aqua, mas ainda considera os membros restantes do Aqua "sua família".
Em 29 de maio de 2018, Aqua anunciou "The Rewind Tour" no Canadá, com outros artistas dos anos 1990, Prozzäk e Whigfield. Em junho de 2018, Aqua lançou seu single chamado "Rookie".
Em julho de 2021, a banda lançou um cover de "I Am What I Am" para o Copenhagen Pride 2021.
No dia 29 de abril de 2022, durante um show nos Jardins de Tivoli, em Copenhague, a banda anunciou que faria uma turnê que continuaria até 2023.
Em 2023, Aqua colaborou com Nicki Minaj e Ice Spice na trilha sonora do filme Barbie. A música estreou na sétima posição na Billboard Hot 100, tornando-se o segundo single de Aqua a entrar no Top 10, e o primeiro desde "Barbie Girl". "Barbie World" também alcançou o Top 5 no UK Singles Chart, na mesma semana em que "Barbie Girl" retornou ao Top 40 do Reino Unido pela primeira vez em 25 anos.
"Barbie World" estreou em sétimo lugar na Billboard Hot 100 dos EUA, tornando-se o 23º hit de Minaj, o quarto de Ice Spice e o segundo hit de Aqua entre os dez primeiros. Em outros lugares, o single também alcançou o top ten na Austrália, Áustria, Canadá, Dinamarca, Alemanha, Grécia, Luxemburgo, Irlanda, Nova Zelândia, Noruega, Polônia, África do Sul, Suécia, Suíça e Reino Unido, top vinte na Islândia, Finlândia , França e Hungria, trinta primeiros na República Checa e Lituânia, quarenta primeiros na Bélgica e Eslováquia e cinquenta primeiros em Portugal e Itália.

## Prêmios e nomeações
| Ano  | Prêmios                      | Trabalho         | Categoria                                 | Resultado |
| ---- | ---------------------------- | ---------------- | ----------------------------------------- | --------- |
| 1997 | IFPI Platinum Europe Awards  | Aquarium         | Award Level 1                             | Venceu    |
| 1997 | Billboard Music Video Awards | "Barbie Girl"    | Melhor Clipe de Novo Artista (Pop/Rock)   | Indicado  |
| 1997 | GAFFA Awards (Dinamarca)     | "Barbie Girl"    | Melhor Hit Dinamarquês                    | Venceu    |
| 1997 | GAFFA Awards (Dinamarca)     | "Doctor Jones"   | Melhor Hit Dinamarquês                    | Indicado  |
| 1997 | GAFFA Awards (Dinamarca)     | Aquarium         | Melhor Álbum Dinamarquês                  | Indicado  |
| 1997 | GAFFA Awards (Dinamarca)     | Lene Nystrøm     | Melhor Ato Feminino Dinamarquês           | Indicado  |
| 1997 | GAFFA Awards (Dinamarca)     | Eles mesmos      | Melhor Grupo Dinamarquês                  | Indicado  |
| 1997 | GAFFA Awards (Dinamarca)     | Eles mesmos      | Melhor Novo Ato Dinamarquês               | Venceu    |
| 1997 | GAFFA Awards (Dinamarca)     | Eles mesmos      | Dinamarqueses Mais Amados                 | Venceu    |
| 1998 | GAFFA Awards (Dinamarca)     | "Turn Back Time" | Melhor vídeo Dinamarquês                  | Indicado  |
| 1998 | GAFFA Awards (Dinamarca)     | Eles mesmos      | Melhor Grupo Dinamarquês                  | Indicado  |
| 1998 | Danish Music Awards          | Eles mesmos      | Grupo Dinamarquês do Ano                  | Venceu    |
| 1998 | Danish Music Awards          | Eles mesmos      | Novos Artistas Dinamarqueses do Ano       | Venceu    |
| 1998 | Danish Music Awards          | Eles mesmos      | Grøn Pris                                 | Venceu    |
| 1998 | Danish Music Awards          | Eles mesmos      | P3's Lytterpris                           | Venceu    |
| 1998 | Danish Music Awards          | "Barbie Girl"    | Hit Dinamarquês do Ano                    | Venceu    |
| 1998 | Danish Music Awards          | "Barbie Girl"    | Vídeoclipe Dinamarquês do Ano             | Venceu    |
| 1998 | Danish Music Awards          | Aquarium         | Lançamento Pop Dinamarquês do Ano         | Venceu    |
| 1998 | IFPI Platinum Europe Awards  | Aquarium         | Award Level 4                             | Venceu    |
| 1998 | Juno Awards                  | Aquarium         | Álbum Internacional do Ano                | Indicado  |
| 1998 | NME Awards                   | "Barbie Girl"    | Pior Single                               | Venceu    |
| 1998 | TMF Awards                   | "Barbie Girl"    | Melhor Vídeo Internacional                | Venceu    |
| 1998 | TMF Awards                   | Eles mesmos      | Melhor Novato Internacional               | Venceu    |
| 1998 | MTV Europe Music Awards      | Eles mesmos      | Melhor Novo Ato                           | Indicado  |
| 1998 | MTV Europe Music Awards      | Eles mesmos      | Melhor Pop                                | Indicado  |
| 1998 | Music Television Awards      | Eles mesmos      | Melhor Pop                                | Indicado  |
| 1998 | Music Television Awards      | Eles mesmos      | Melhor Descoberta                         | Indicado  |
| 1998 | World Music Awards           | Eles mesmos      | Artista Escandinavo Mais Vendido do Mundo | Venceu    |
| 1999 | ECHO Awards                  | Eles mesmos      | Melhor Grupo Internacional Rock/Pop       | Indicado  |
| 1999 | Hungarian Music Awards       | Aquarium         | Melhor Álbum Pop Estrangeiro              | Indicado  |
| 2000 | TMF Awards                   | "Cartoon Heroes" | Melhor Vídeo Internacional                | Venceu    |
| 2000 | IFPI Platinum Europe Awards  | Aquarius         | Award Level 1                             | Venceu    |
| 2001 | World Music Awards           | Eles mesmos      | Artista Escandinavo Mais Vendido do Mundo | Venceu    |
| 2001 | Danish Music Awards          | Eksportprisen    | Venceu                                    |           |
| 2001 | Danish Music Awards          | Aquarius         | Lançamento Pop Dinamarquês do Ano         | Venceu    |

## Membros
Membros atuais
- René Dif – vocais (1995–2001, 2008–2012, 2016–presente)
- Lene Nystrøm – vocais (1995–2001, 2008–2012, 2016–presente)
- Søren Rasted – teclados, piano, guitarra, bongôs, backing vocals (1995–2001, 2008–2012, 2016–presente)

Membros antigos
- Claus Norreen – guitarra, teclados, keytar, backing vocals (1995–2001, 2008–2012, 2016)

Membros em turnê e sessões
- Steffen Drak – guitarra, teclado, keytar, backing vocals (2016–presente)

## Discografia
- Aquarium (1997)
- Aquarius (2000)
- Megalomania (2011)

### Álbuns de remix e compilações
- 1998: Aqua Mania Remix
- 1998: Bubble Mix
- 2002: Remix Super Best
- 2002: Cartoon Heroes: The Best of Aqua
- 2009: Greatest Hits

### Singles
- "Itsy Bitsy Spider" (1995) (sob o nome de Joyspeed)
- "Roses are Red" (1996)
- "My Oh My" (1997)
- "Barbie Girl" (1997)
- "Didn't I" (1997) (promocional)
- "Doctor Jones" (1997)
- "Lollipop (Candyman)" (1997)
- "Turn Back Time" (1998)
- "Good Morning Sunshine" (1998)
- "Cartoon Heroes" (2000)
- "Around the World"(2000)
- "Bumble Bees" (2000)
- "We Belong to the Sea" (2001)
- "Back to the 80's" (2009)
- "My Mamma Said" (2009)
- "Hou R U Doin?" (2011)
- "Playmate to Jesus" (2011) (radio single)
- "Like a Robot" (2011) (club single)